# Кармен Маура
Марија дел Кармен Гарсија Маура (шп. María del Carmen García Maura; рођена 15. септембра 1945, Мадрид), шпанска је глумица. Најпознатија је по сарадњи са редитељима Педром Алмодоваром и Алексом де ла Иглесијом.